# 動工儀式

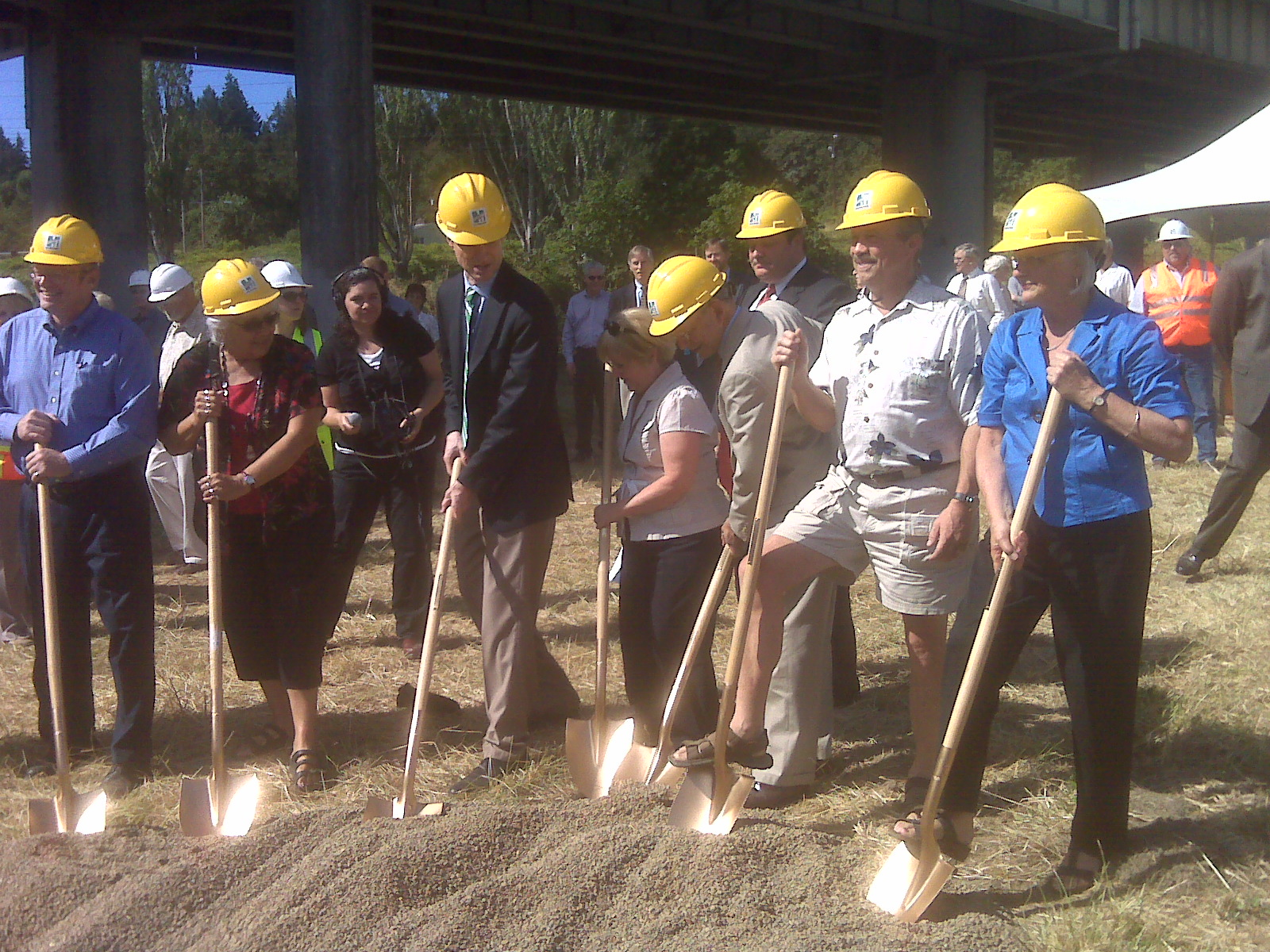
動工儀式

動工儀式，在許多文化中是一個傳統的翻土儀式，建築物開始施工建造時，第一次動起鋤頭挖土，填平窪地或剷平凸地時亦在此列。通常會由官員剪綵（又稱剪裁，Ribbon-cutting ceremony）。
東亞傳統中，動工儀式還包括動工前的祭祀，稱為地鎮祭。
在堪輿術中，營建陽宅，其開工儀式稱為『動土』；建造陰宅時的開工儀式，特稱“破土”。

## 註解
1. ↑  中文傳統名詞“破土”指陰宅或埋葬先人的場合，不同於當代英語主要指“（動工儀式）”，但“破土”有時也被誤用在中文動工儀式的報導當中。

## 參閱
维基共享资源上的相關多媒體資源：動工儀式